# Niederhagen
Niederhagen was tijdens de Tweede Wereldoorlog het kleinste Duitse concentratiekamp. Het lag vlak bij Wewelsburg, het kasteel in Noordrijn-Westfalen dat vanaf 1934 tot 1945 fungeerde als hoofdkwartier voor de SS.
Het kamp werd in mei 1939 in gebruik genomen, toen nog als subkamp van Sachsenhausen. Vanaf september 1941 werd het een zelfstandig concentratiekamp. In totaal werden er 3.900 mensen opgesloten in Niederhagen. De eerste gevangenen waren afkomstig uit Sachsenhausen, maar met de aankomst van Russische krijgsgevangenen steeg het aantal gevangenen naar 1.200. In 1940 en 1941 fungeerde Niederhagen ook als doorvoerkamp voor Jehova's getuigen. In december 1942 berichtte de SS dat er twaalf Joden naar Niederhagen waren gedeporteerd, die allen om het leven kwamen.
Van de 3.900 gevangenen stierven er ten minste 1.285. In het voorjaar van 1943 werd het kamp grotendeels opgeheven en werden de overlevende gevangenen gedeporteerd naar het concentratiekamp Buchenwald. Er bleven circa vijftig personen achter, die fungeerden als zogenaamd "Restkommando". Op 2 april 1945 werd het "Restkommando" door Amerikaanse troepen bevrijd.
Na de Tweede Wereldoorlog werd het terrein van Niederhagen gebruikt om ontheemde, voormalige gevangenen op te vangen. Nu is er nog maar weinig over van het kamp: in de keuken is een brandweerpost gebouwd en de poort is een woning geworden, wel staat er een driehoekig monument op de voormalige appelplaats.
Alfabetisch op naam.  Indien een kamp meerdere rollen had, staat het in de "hoogste" groep.
Zie ook: Lijst van naziconcentratiekampen · Jappenkampen in Nederlands-Indië · Lijst van jappenkampen